# Tenango, Tepehuacán de Guerrero
Tenango är en ort i Mexiko.   Den ligger i kommunen Tepehuacán de Guerrero och delstaten Hidalgo, i den sydöstra delen av landet, 180 km norr om huvudstaden Mexico City. Tenango ligger 468 meter över havet och antalet invånare är 851.
Terrängen runt Tenango är huvudsakligen bergig, men den allra närmaste omgivningen är kuperad. Tenango ligger nere i en dal. Runt Tenango är det ganska tätbefolkat, med 60 invånare per kvadratkilometer. Närmaste större samhälle är Chapulhuacán, 11,5 km norr om Tenango. I omgivningarna runt Tenango växer huvudsakligen savannskog.